# 戦国ランス
『戦国ランス』（せんごくランス）は、2006年12月15日に発売されたアダルトゲームである。
本作のタイトルには数字がついていないものの、『Rance』シリーズ本編7作目にあたる。タイトルロゴのシルエットにはRanceVIIという文字がデザインされており、マップ画面の右下にも表示されている。
2008年には、後日談に当たる短編『戦国ランス〜三匹が斬ったり突いたり燃やしたり -slash!thrust!burn!-』が公式ウェブサイトにて公開された。

## あらすじ

### 本編
ランスは、美女揃いのJAPANの中において最も美しいという織田家の香姫を目当てに、JAPANを訪れた。織田家の当主にして、香姫の兄である織田信長と出会って意気投合したランスは彼に軍勢の指揮を任され、本当にJAPAN全土の国家と女性の征服に乗り出すことになる。

### 三匹が斬ったり突いたり燃やしたり
ランスへの援軍としての任務が終わり、かなみは帰国していったはずだったが、なぜか犬飼のもとで修行をさせられていた。ある日、鈴女に頭領を殺された恨みを持つ鶴水という忍者が現れ、戦闘の末に「首切り刀」を奪われてしまった。かなみは鈴女とともに愛刀を取り戻すため、鶴水のアジトへ向かう。

## システム
地域制圧型シミュレーションである本作は、国を動かしていく内容ではあるものの、内政や外交はごくシンプルであり、あくまでも軍の構成や指揮、部下とのコミュニケーションがメインとなっている。多くの敵将が捕虜として仲間になったり、顔が使い回しの武将にも有能な者が多いが、軍団に組み込める武将の人数が決まっているため、時には解雇もしなければならない。逆に解雇できない武将はほぼいないため、軍団編成の自由度は高い。
ある程度は周回を重ねることが前提として作られており、クリアすると新しいルートが解禁される他プレー内容に応じて加減されるポイントを次回プレーのボーナスとして使用できる。プレーを突き詰めていくほど高得点が取れるため、やり込み度も非常に高くなっている。また、2周目以降はifルートが解放されるほか、旧作ファン向けのファンサービス的な追加パッチも用意されている。
『三匹が斬ったり突いたり燃やしたり』はカードバトルを主体としたシステムであり、カードを利用して戦闘やすごろく形式の移動を行う。

## 登場人物
本作は、大陸東方の島国・JAPANを舞台としており、戦国武将をモデルとした人物が多数登場する。一方、『三匹が斬ったり突いたり燃やしたり』は、かなみ、鈴女、戦姫、犬飼を中心とした物語であり、ランスたちは登場しない。

## 開発
当初、本作は『RanceVII』という題名で、広大なフィールドを歩き回るの3DダンジョンRPGの予定だったが、3Dダンジョンは『GALZOOアイランド』（2005年）ですでに実行しており、ぷりんの提案を受けて地域制圧型のシミュレーションゲームに方針転換した。この時点ではJAPANが舞台であることが決まっていたため、最終的にはランスのJAPAN征服を題材とすることとなった。また、JAPANの地形などの設定は『鬼畜王ランス』から大幅に変更された。
なお、フィールドを歩き回る内容の3DCGゲームは『イブニクル』にて実現した。プレイにかかる所要時間は25〜30時間程度とされている。
物語の中でシィルが氷漬けにされてしまう展開について、TADAはシィルが基本的に成長（変化）せず、展開がワンパターンになってしまうのを避ける観点から、強制的に出番を止め、次の出番で存在価値を高めるために行ったと、2019年に自身のブログに投稿した記事の中で語っている。

## 反響
本作は『鬼畜王ランス』に続く地域制圧型SLGとして、旧作ファンをも取り込んだ。また、アスキーの師忍によると、一部のソフト販売店ではショーウィンドウ全体に本作のキャラクターをあしらったり、独自の特典を付けるといった、積極的な販促展開が行われたとされている。
アダルトゲームの批評本『超エロゲー ハードコア』の著者の一人である多根清史によると、ゲームクリエイターのタカヒロは、本作の登場人物の一人である上杉謙信の人気ぶりを見て、彼女のような「武士娘」が受け入れられると考え、『真剣で私に恋しなさい!!』の開発のヒントにしたという。

### 売り上げ
『PC NEWS』の調査によれば、発売月である2006年12月の美少女ソフト売り上げランキングにおいて首位を獲得しており、同年の年間美少女ゲーム売上本数でも第1位を獲得している。2010年時点での総販売本数は10万本を超えている。アリスソフトのTADAは「ただ、じつは数字としては、売れている実感はあまりありませんでした。『鬼畜王ランス』などと比べても、そんなに変わらなかったので（笑）。」と、電ファミニコゲーマーとのインタビューの中で『戦国ランス』の売上成績について述懐している。

### 人気投票
本作はGetchu.comが主催する人気投票「2006年美少女ゲームランキング」の複数の部門において10位以内に選ばれた。また、「2006年美少女ゲームランキング」のヒロイン部門においては、上杉謙信が3位に選ばれた。キャラクター部門以外は右表の通り。
| 部門名   | Getchu.com |
| -------- | ---------- |
| 総合     | 5位        |
| シナリオ | 6位        |
| 映像     | 7位        |
| 音楽     | 5位        |
| システム | 1位        |

また、これ以外にも、電撃G's magazineの200号を記念したアンケート企画「読者が選ぶMY BEST ギャルゲーランキング50」にて本作は43位にランクインした。

### 批評
IGNの歐陽宇亮は、2006年の名作ゲームとして本作を挙げており、アリスソフトのいびつな残酷さとランスの鬼畜ぶりが控えめだとしつつも、ゲームプレイ・システム・イベントのすべてが面白いと評価しており、シリーズ初の和風の世界観で再構築された戦国武将たちのドラマが素晴らしかったと述べている。また、歐陽は本作の結末が1980年代のランスとシィルの物語を次の段階へ進め、ランスの物語を収束へ向かわせる作品だと話しており、『鬼畜王ランス』で登場した山本五十六とランスが再会し、彼の子を身ごもる点が感動的だったと述べている。
ライターの福山幸司は「戦国時代を愛好しているTADA氏と、『ランス』のポップな世界観が遺憾なく発揮されており、「JAPAN」という摩訶不思議な日本が表現されている。」と、電ファミニコゲーマーの記事に寄せた記事の中で本作を評価している。また、美少女ゲーム雑誌『電撃姫』のライター・背徳KINGネオは、アダルトな内容・ゲーム性ともに優れた作品に仕上がっていると述べた。そのうえ、『鬼畜王ランス』などアリスソフトによるこれまでのSLG作品は物語の後半が一本道で進行していたのに対し、本作ではプレイヤーのルート選択によって違った展開を楽しむことができると指摘し、過去作を超える出来になっていると位置付けた。

## メディアミックス

### コミカライズ
鳴瀬ひろふみによる漫画が電撃G's Festival! COMIC（アスキー・メディアワークス）で連載された。
- 戦国ランス 巻之一（2008年11月27日、アスキー・メディアワークス／電撃コミックス） ISBN 978-4-04-867439-3
- 戦国ランス 巻之二（2009年12月18日、アスキー・メディアワークス／電撃コミックス） ISBN 978-4-04-868298-5
- 戦国ランス 巻之三（2011年9月27日、アスキー・メディアワークス／電撃コミックス） ISBN 978-4-04-870896-8
- 戦国ランス 巻之四（2012年9月27日、アスキー・メディアワークス／電撃コミックス） ISBN 978-4-04-886937-9
- 戦国ランス 巻之五（2013年10月26日、アスキー・メディアワークス／電撃コミックス） ISBN 978-4-04-891913-5

また、さめだ小判による漫画がドラゴンエイジ Pure Vol.8（富士見書房）に掲載された。この漫画は上記とは別の作品であり、オリジナルキャラクターである源義経が主役に据えられている。

### ノベライズ
アリスソフト・原作、沖田和彦・著、Bすけ・画によるノベライズ。全5巻。
- 戦国ランス 一ノ巻 戦の華JAPAN！（2007年11月25日、パラダイム） ISBN 978-4-89490-840-6
- 戦国ランス 二ノ巻 乱世の恋風（2008年3月15日、パラダイム） ISBN 978-4-89490-864-2
- 戦国ランス 三ノ巻 魔の本能寺（2008年6月20日、パラダイム） ISBN 978-4-89490-872-7
- 戦国ランス 四ノ巻 恨の軍勢（2008年10月31日、パラダイム） ISBN 978-4-89490-886-4
- 戦国ランス 五ノ巻 信長の桜（2009年1月30日、パラダイム） ISBN 978-4-89490-894-9